# Alasdair Roberts
Alasdair Roberts é um músico escocês. Tendo editado um conjunto de álbuns sob o nome de Appendix Out, a partir de 2001, no álbum The Night is Advancing, passou a assinar com o próprio nome.

## Biografia
Roberts nasceu na região da Suábia, na Alemanha, de mãe alemã e pai escocês. Contudo, cresceu na Escócia, em Kilmahog, uma aldeia junto da vila de Callander, perto de Stirling no centro da Escócia. Foi lá que aprendeu a tocar guitarra e a compor. É em 1994 que adopta o nome 'Appendix Out' e começa a dar pequenos espectáculos. É aí que é descoberto pelo músico norte-americano Will Oldham, ao que se seguiria um contracto com a editora Drag City. Roberts faz-se notar tanto pelas suas composições originais como pelas suas re-interpretações de canções tradicionais, tendo inclusivamente gravado um álbum de baladas de morte tradicionais, No Earthly Man.
Roberts fez as primeiras partes dos concertos de Joanna Newsom na tour que esta fez em Janeiro de 2007, assim como as da turné do ex-namorado desta, Bill Callahan. Entre outras, essas foram duas das ocasiões em que tocou em Portugal, tendo uma das outras, anterior a estas, sido no Festival Paredes de Coura. Vive actualmente em Glasgow.

## Estilo musical
A música de Alasdair Roberts é enraizada na tradição - seja o folclore, seja o cariz religioso de muitas das suas letras - mas composta para os dias de hoje, com a vida de hoje dentro das suas canções. Trata-se de canções tradicionais contemporâneas.

## Discografia

### Como Appendix Out
- The Rye Bears a Poison - Drag City, 1997
- Daylight Saving - Drag City, 1999
- The Night is Advancing - Drag City, 2001

### Como Alasdair Roberts
- Crook of my Arm - Secretly Canadian, 2001
- Farewell Sorrow - Drag City e Rough Trade, 2003
- No Earthly Man - Drag City, 2005
- You Need Not Braid Your Hair For Me: I Have Not Come A-Wooing - EP originalmente oferecido num concerto em Cecil Sharp House, 2005
- The Amber Gatherers - Drag City, 2007